# Parc Juan Carlos Ier

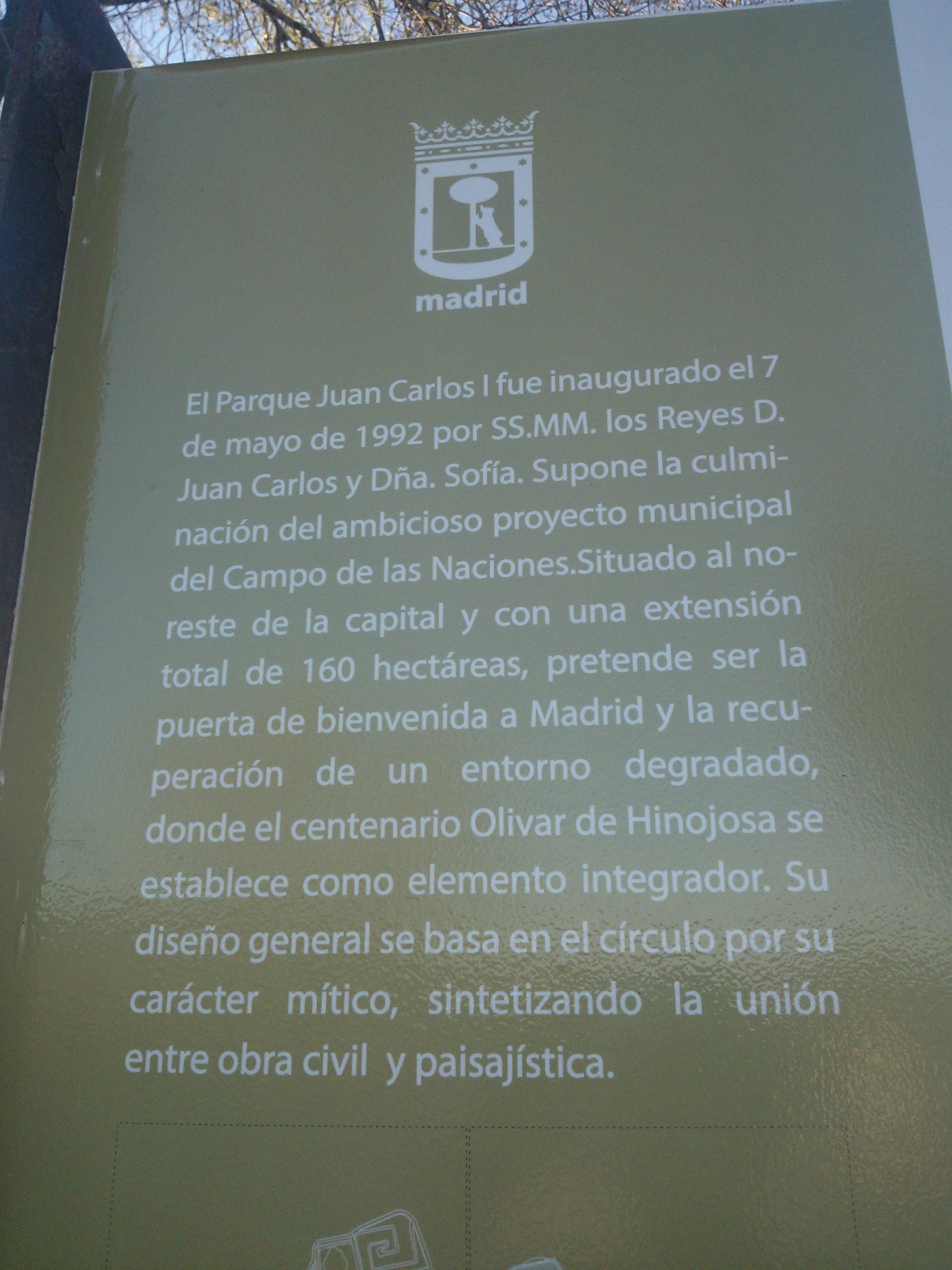
Panneau explicatif du parc Juan Carlos Ier

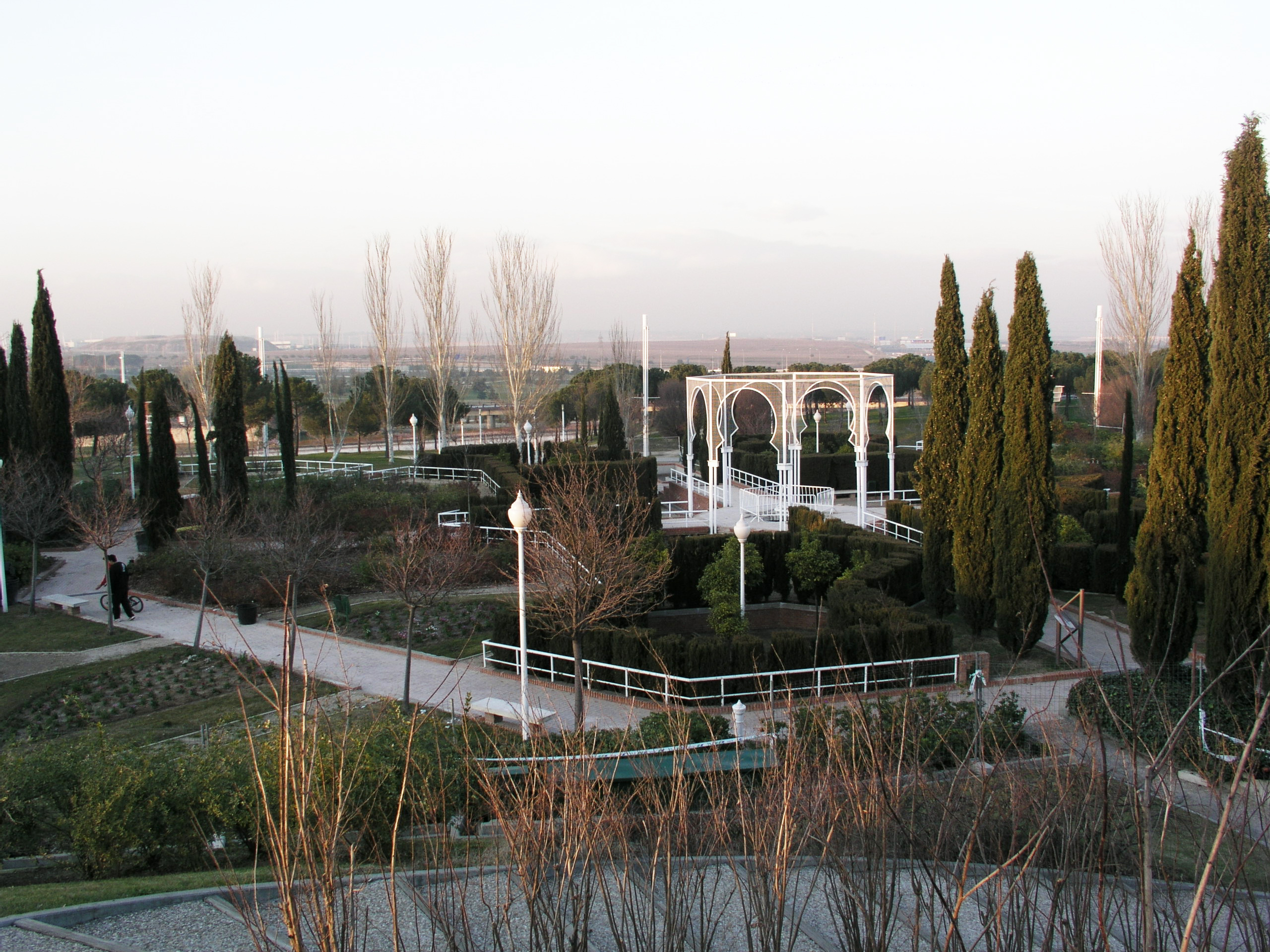
Jardin des trois cultures

Le parc Juan Carlos Ier est un parc public situé au nord-est de Madrid, dans le quartier de Corralejos. Il s'étend sur plus de 160 hectare, ce qui en fait le deuxième plus grand  parc de la capitale espagnole, devant le parc du Retiro (118 ha) et uniquement précédé par le parc Casa de Campo. Il comprend  un lac, un auditorium extérieur et de nombreux sculptures abstraites. 
Les architectes sont José Luis Esteban Penelas et Emilio Esteras Martín.

## Histoire
Dans les années 1980, la Communauté de Madrid envisage de construire dans la zone nord-est de Madrid un nouvel espace moderne dédié au tourisme et aux congrès internationaux. La zone urbanizada se baptisé alors du nom de comme Champ des Nations. On y bâti le Palais de Congrès municipal que gère à partir de 1988, une entreprise publique, Campo de las Naciones. En 2006 l'entreprise est rebaptisée comme Madrid Espacio y Congreso S.A., ou Madridec. Madridec fini par gérer le Palais de Congrès et le bâtiment Apot. En dehors de cette zone, Madridec gère aussi le Recinto Ferial de la Casa de Campo et la Caja Mágica, le centre olympique de tennis de Madrid. Cependant, en 2013 Madridec fait faillite et toutes ses dettes et actifs sont transférés à la Mairie. En 1991 est inaugurés dans le Campo de las Naciones les installations pour le Ifema, la Foire internationale de Madrid.
Adjacent au Campo de las Naciones est inauguré en 1992 le parc Juan Carlos Ier. Cette même année Madrid est Capitale européenne de la culture. Le parc est géré par le Département de l'environnement de la Mairie de Madrid. En 1992 a aussi lieu les Olympiades de Barcelone et l'Exposition universelle de Séville. Un an avant, en 1991, était inauguré le grand auditorium à l'air libre du parc, avec une capacité pour 9 500 personnes.
Le parc peut se parcourir avec un petit train gratuit.
Le 5 mai 2014, l'Association culturelle Barajas, arrondissement BIC a sollicité à la Direction générale de patrimoine historique de la Communauté de Madrid que le parc soit déclaré bien d'intérêt culturel, dans la catégorie de Paysage culturel.

## Emplacement
Le parc est situé dans l'ancienne oliveraie de l'Hinojosa, dont subsiste une bonne quantité d'oliviers. Après la transformation de la zone à la fin des années 1980, se crée le complexe du Campo de las Naciones, avec les installations de Ifema, la foire internationale de Madrid, le Palais municipal de Congrès et une zone de bureaux et d'hôtels. Le parc est dessiné dans la partie orientale du complexe.
Le parc est délimité par l'autoroute M-40 au sud, la rue de Dublin à l'ouest, les installations du club de golf Olivar de l'Hinojosa au nord et l'avenue de Logroño à l'est. Cette dernière rue le sépare du parc de El Capricho (dans la Peupleraie d'Osuna).
Le parc compte 5 entrées réparties en divers côtés.

## Sculptures
Dans le parc se trouvent distribuées 19 sculptures abstraites de différents artistes internationaux. Onze sculptures ont été réalisées par des sculpteurs de prestige international qui participèrent au Symposium international de sculptures à l'air libre, célébré dans l'enceinte du parc en 1992. Postérieurement furent érigées le reste de sculptures. Le parcours pour admirer les sculptures est le Sentier des sculptures.
- Doigts (Mario Irarrázaval, Chili, 1994)
- Rencontres (Mustafa Arruf, Espagne, 1998)
- Eolos (Paul vont Hoeydonck, Belgique, 1992)
- Espace le Mexique (Andrés Casiers et Margarita García Cornejo, Mexique, 1992)
- Fisicromía pour Madrid (Carlos Cruz Díez, Venezuela, 1992)
- Hommage à Agustín Rodríguez Sahagún (Toshimitsu Imai, Japon, 1992)
- Hommage à Galileo Galilei (Amadeo Gabino, Espagne, 1992)
- Hommage aux victimes de l'Holocauste (Samuel Nahon Bengio, Israël, 2007)
- Les chants de la encrucijada (Leopoldo Maler, Argentine, 1992)
- Manolona Opus 397 (Miguel Berrocal, Espagne, 1992)
- Monument à Monsieur Juan (Víctor Ochoa, Espagne, 1994)
- Monument à la paix (Yolanda D'Augsburg, Brésil, 1992)
- My sky hole/Madrid (Bukichi Inoue Japon, 1992)
- Passage bleu (Alexandru Arghira, Roumanie, 1992)
- Promenade entre deux arbres (Jorge Château, Espagne, 1995)
- Sans titre (Dani Karavan, Israël, 1992)
- Sans titre (José Miguel Utande, Espagne, 1992)
- Voyage intérieur (Michael Warren, Irlande, 1992)
- Poutre (Jorge Dubon, Mexique, 1992)

Galerie de sculptures
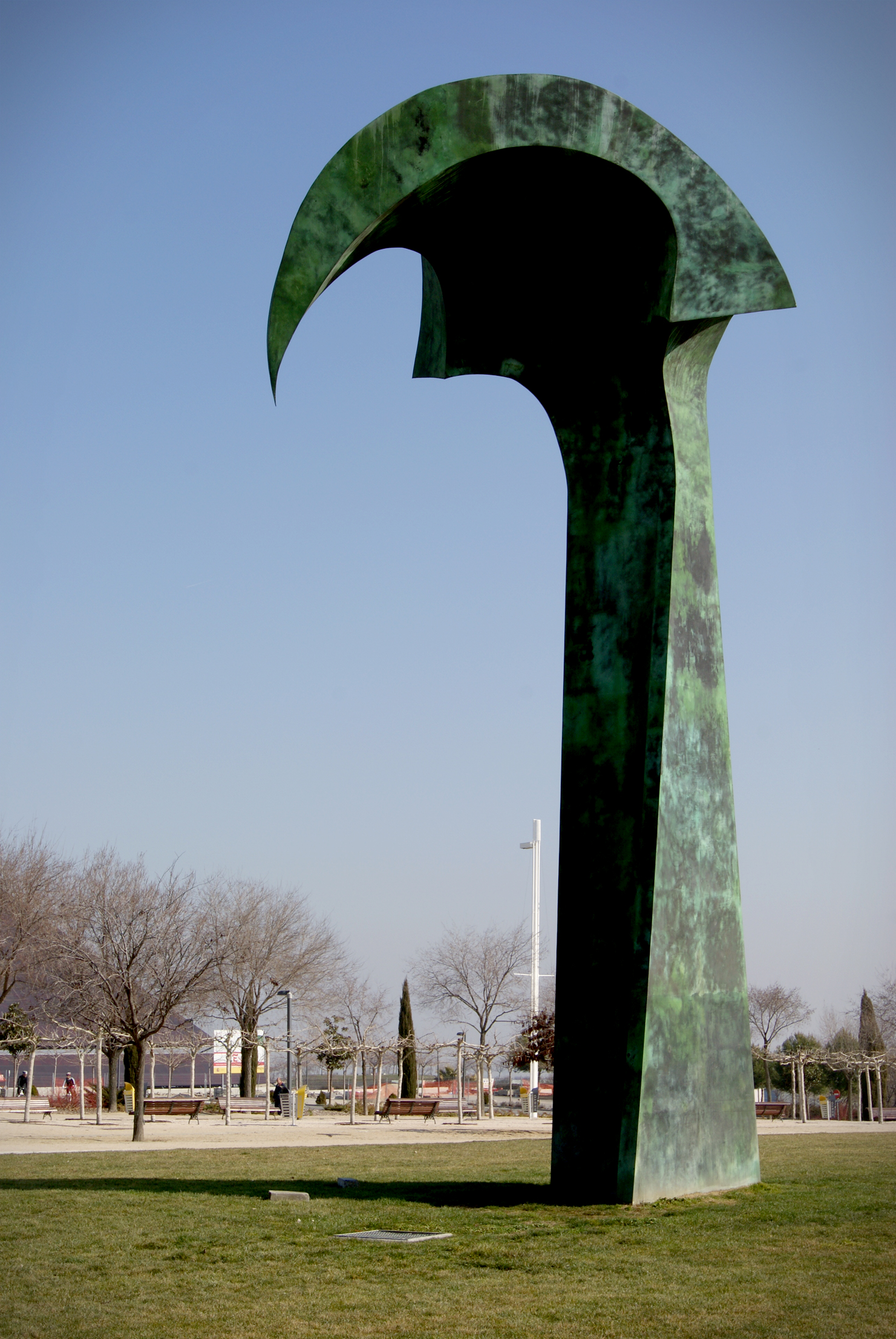
Rencontres (Mustafá Arruf, 1998)
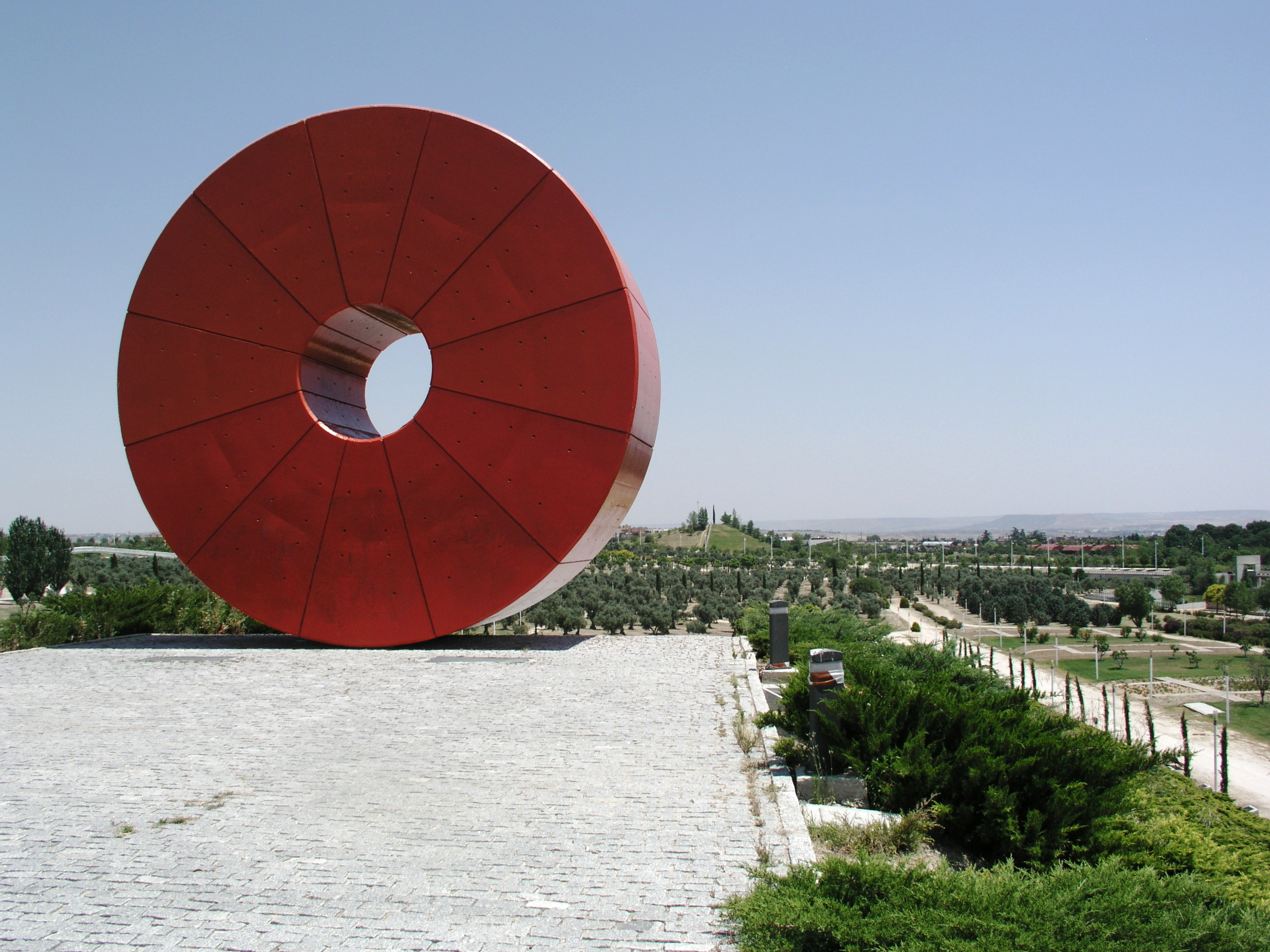
Espace le Mexique (Andrés Casiers et Margarita García Cornejo, 1992)
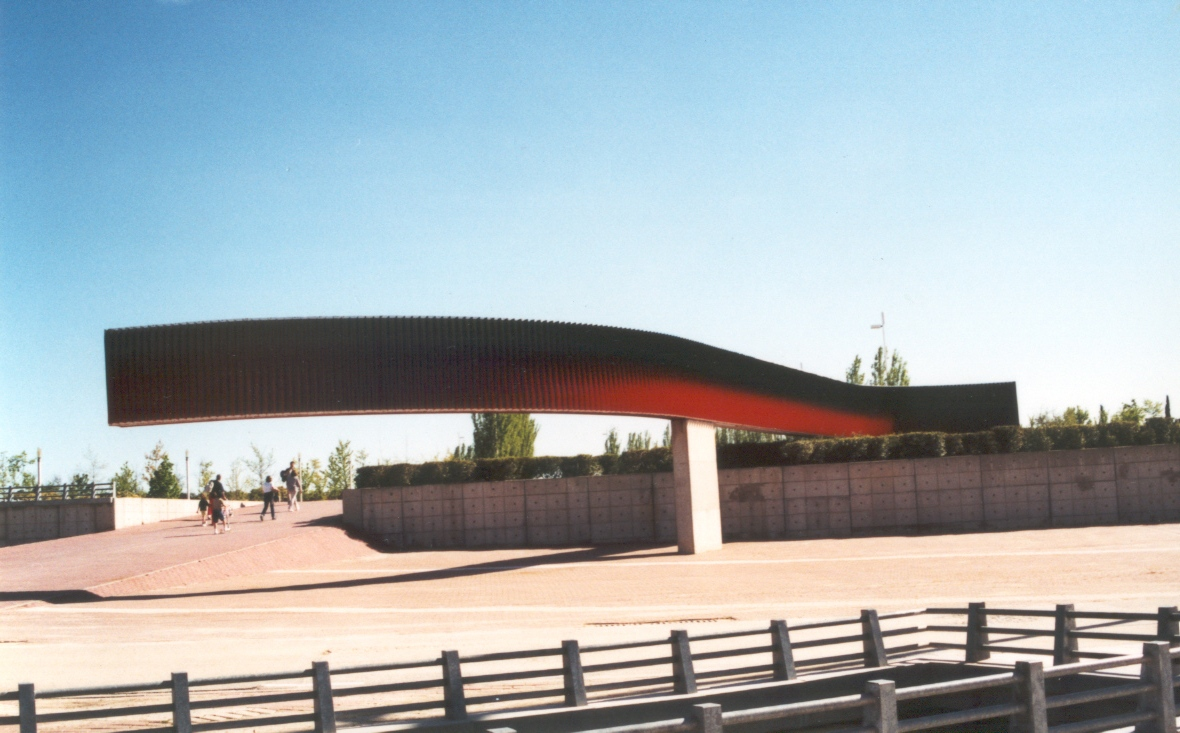
Fisicromía pour Madrid (Carlos Cruz Díez, 1992)
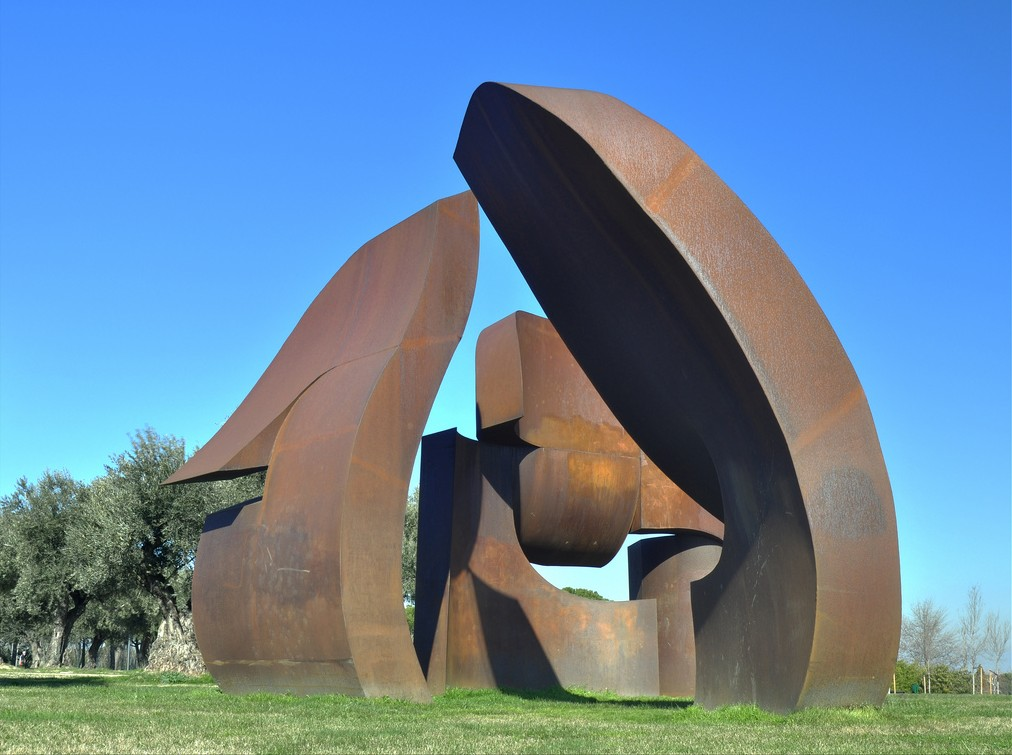
Hommage à Galileo Galilei (Amadeo Gabino, 1992)
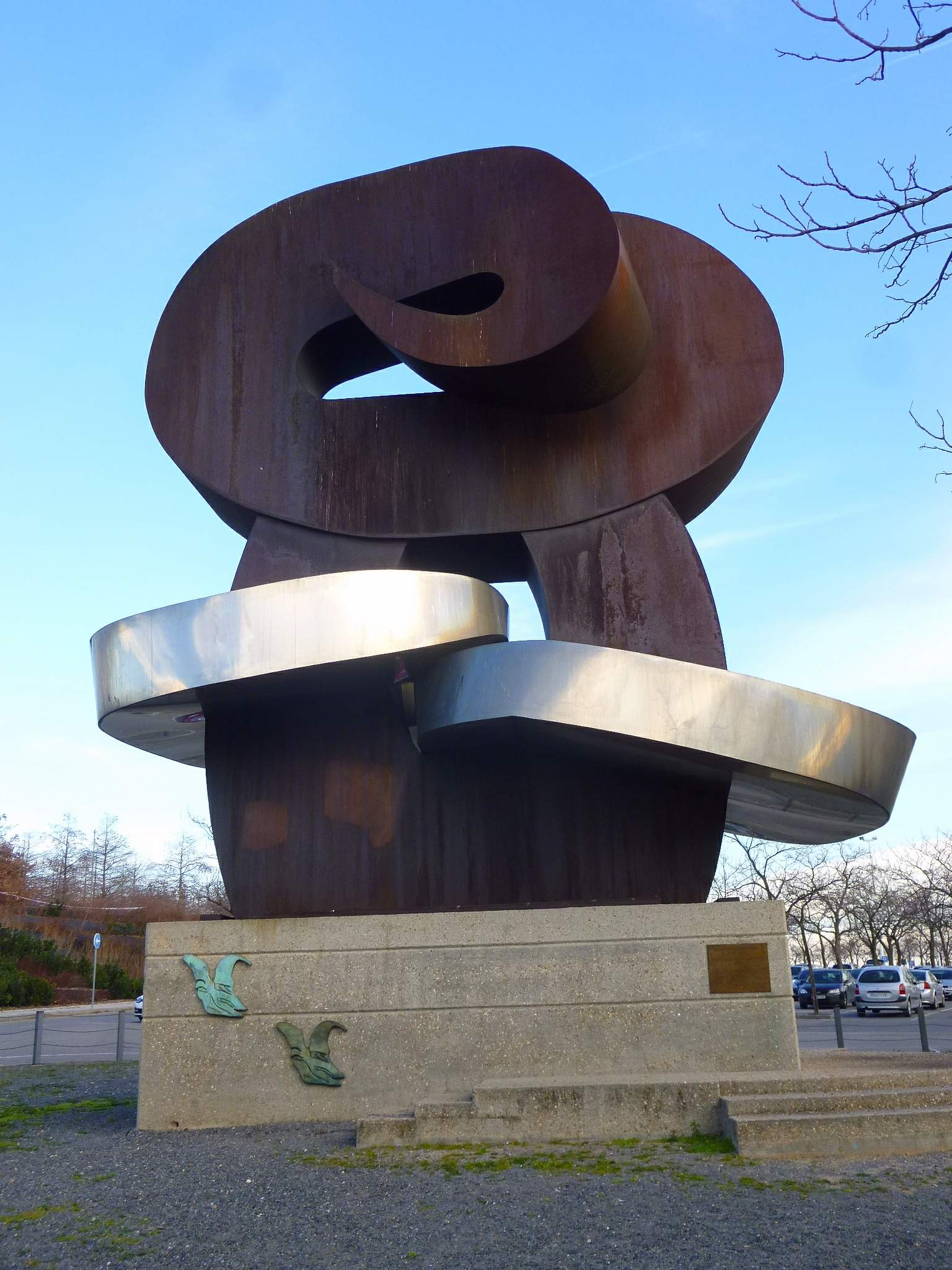
Monument à la paix (Yolanda D'Augsburg, 1992)

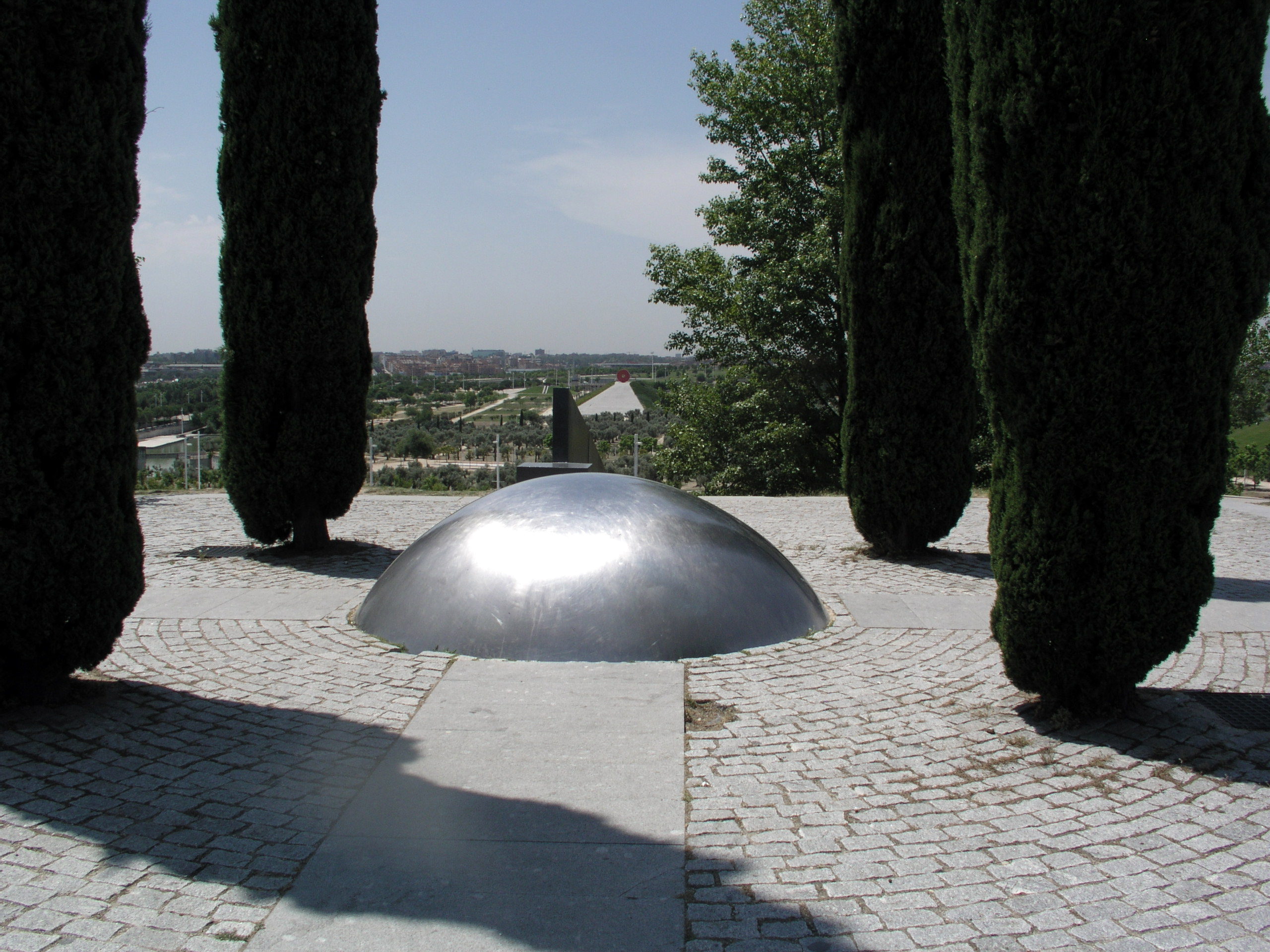
My sky hole/Madrid (Bukichi Inoue, 1992)
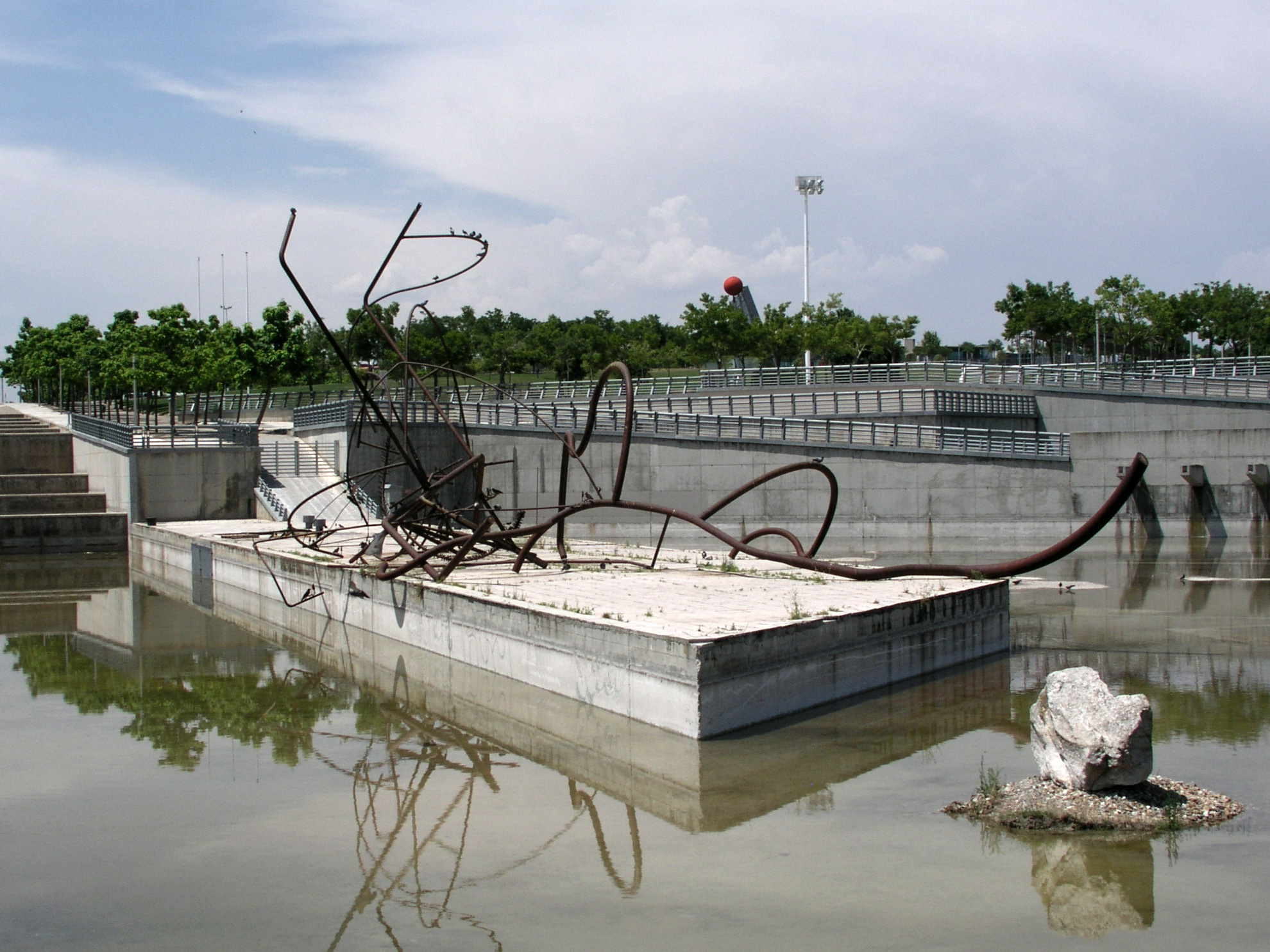
Promenade entre deux arbres (Jorge Château, 1995)
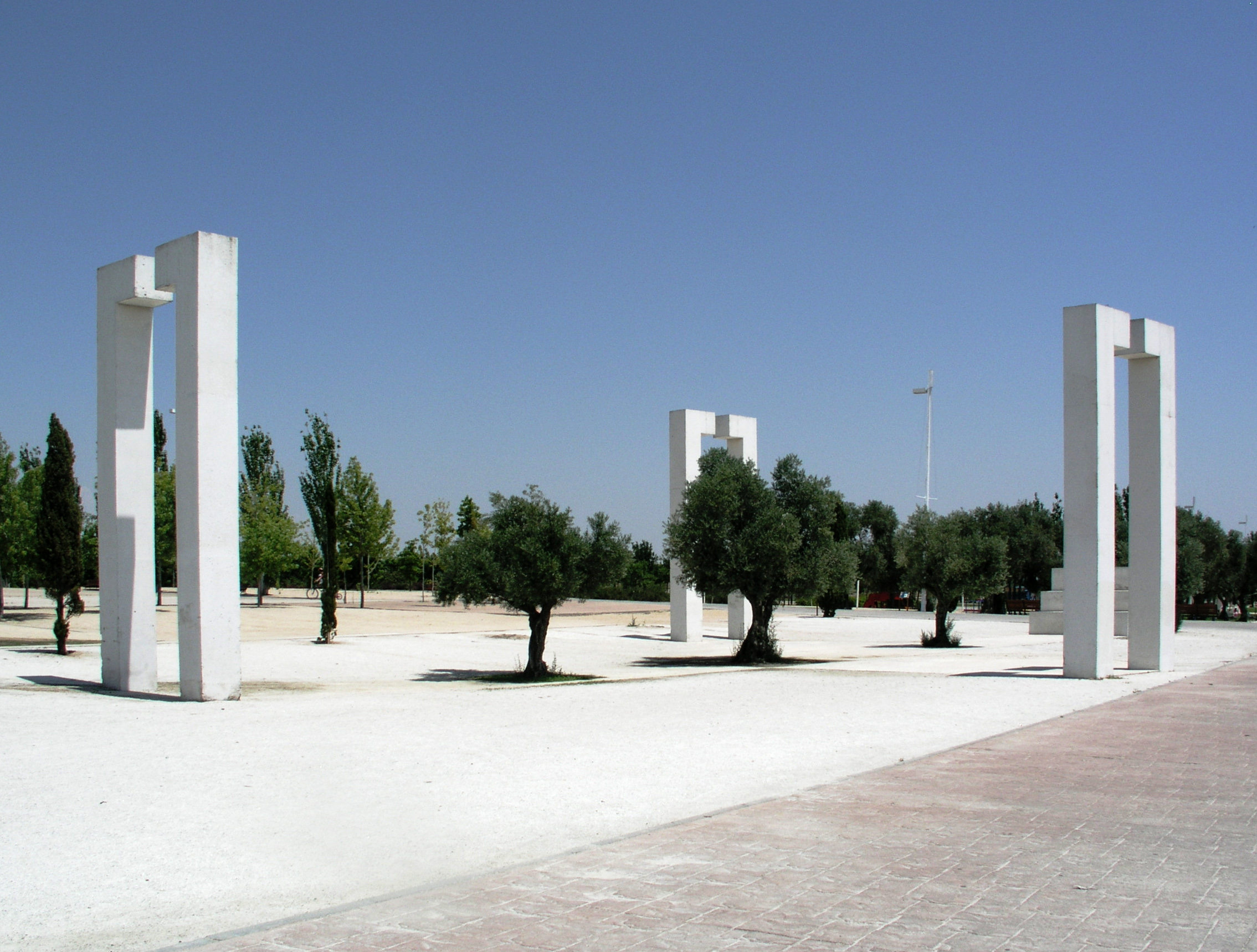
Sans titre (Dani Karavan, 1992)
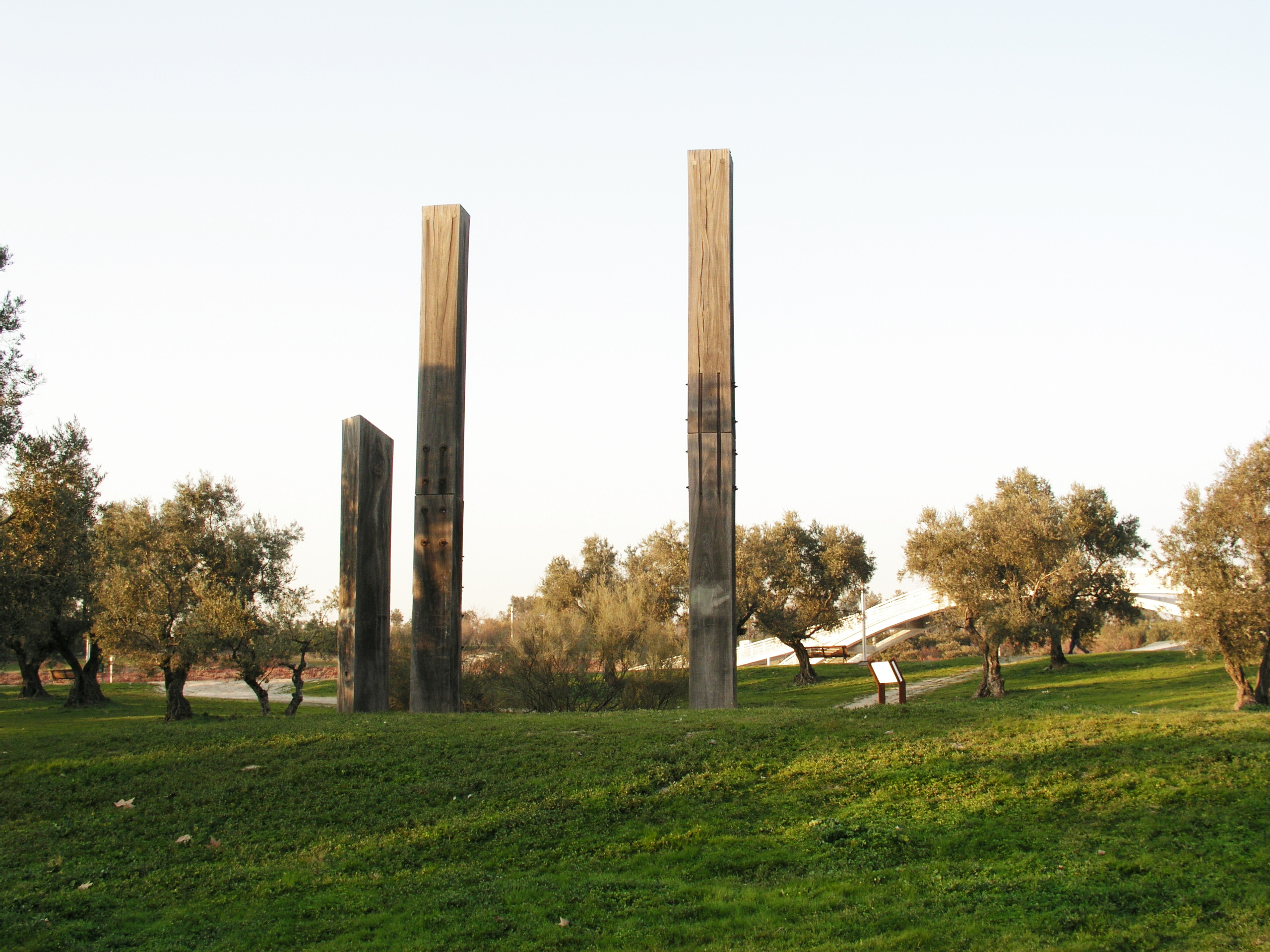
Voyage intérieur (Michael Warren, 1992)

## Accès
- Lignes de bus: 101, 104, 112, 151, 827 et 828.
- Ligne 8 du métro de Madrid. (Gare de Campo de las Naciones).